# 八幡町立相生小学校安久田分校
八幡町立相生小学校安久田分校（はちまんちょうりつ あいおいしょうがっこう　あくたぶんこう）は、かつて岐阜県郡上郡八幡町（現・郡上市）に存在した公立小学校の分校。

## 概要
- 相生小学校の分校であり、八幡町安久田（旧・相生村大字安久田）が校区であった。1970年廃校。

## 沿革
安久田分校（安久田分教場）として開校したのは1930年である。ここではそれ以前についても記述する。
- 1875年（明治8年） - 安久田村に桜義校支校が開校。
- 1877年（明治10年） - 独立し、安久田学校となる。
- 1880年（明治13年） - 中野学校に統合される。
- 1897年（明治30年）4月1日 - 相生村、西乙原村、那比村、稲成村、吉野村、安久田村が合併し、相生村が発足。
- 1909年（明治42年）3月 - 安久田地区の児童は相生尋常高等小学校稲成分教場への通学となる。
- 1930年（昭和5年）11月 - 安久田地区に相生尋常高等小学校安久田分教室を設置する。尋常科1～6年の児童が通学する。
- 1941年（昭和16年）4月1日 - 相生国民学校安久田分教場に改称する。
- 1947年（昭和22年）4月1日 - 相生村立相生小学校安久田分校に改称する。
- 1954年（昭和29年）12月15日 - 八幡町、相生村、川合村、口明方村、西和良村が合併し、八幡町が発足。同時に八幡町立相生小学校安久田分校に改称する。
- 1970年（昭和45年）3月 - 廃止。